# Kościół Świętej Trójcy w Miękowie
Kościół Świętej Trójcy w Miękowie – zabytkowy kościół filialny z 1782 roku, położony w Miękowie, w województwie zachodniopomorskim, w powiecie goleniowskim, w gminie Goleniów. Znajduje się w centrum wsi, na niewielkim wzniesieniu, przy skrzyżowaniu dróg. Teren kościoła, który pierwotnie pełnił funkcję cmentarza, jest ogrodzony niskim murkiem kamiennym z ceglanymi filarami bramnymi. Kościół wpisany jest do rejestru zabytków pod numerem A-1281 z 5.12.1963. Jest kościołem filialnym parafii Matki Bożej Królowej Polski w Krępsku.

## Opis
Kościół w Miękowie to prostokątna, salowa, jednonawowa świątynia o drewnianej konstrukcji słupowo-ramowej, wykonana w technice szachulcowej. Jest to kościół orientowany zbudowany w stylu barokowym, z prostokątnym zakończeniem nawy o wymiarach 11,2 x 8,6 m, bez wyodrębnionego prezbiterium w którym pomiędzy dwoma oknami, znajduje się obraz Trójcy Świętej. Po prawej stronie głównego malowidła umieszczono wizerunki Jezusa Miłosiernego oraz św. Faustyny Kowalskiej. W tej części kościoła ustawiono również figurę Najświętszego Serca Pana Jezusa. Wnętrze świątyni wyposażone jest w drewnianą emporę chórową wspartą na czterech słupach oraz kazalnicę. Szkielet świątyni wykonany jest w konstrukcji ryglowej z drewna dębowego, wypełnione gliną i cegłą, a pola międzyryglowe są tynkowane i bielone. Konstrukcja szkieletowa składa się z nierównomiernie rozmieszczonych słupów, osadzonych na podwalinach, spiętych oczepami i połączonych dwoma poziomami rygli (w wieży trzema i jednym), z przynarożnymi zastrzałami; część belek została obecnie flekowana. Nad nawą znajduje się belkowy strop drewniany. Okna mają neogotycki kształt. Elewacje kościoła zachowały pierwotną kompozycję, oparte na rytmie drewnianego szkieletu konstrukcyjnego; długie ściany mają trzy i cztery osie, a szczyt wschodni jest dwuosiowy. Elewacje podkreślone są ostrołukowymi oknami z witrażami z początku XX wieku. W przyziemiu wieży znajduje się zakrystia.
Historyczne wyposażenie wnętrza, takie jak ambona, ołtarz, ławki i prospekt organowy, pochodzi głównie z początku XX wieku.
Wejście do kościoła znajduje się w południowej ścianie nawy oraz przez przyziemie wieży od strony zachodniej.
Wieża o wymiarach 5 x 3,8 m charakteryzuje się stopniowaną bryłą a umieszczona jest na froncie budynku od strony zachodniej, ma trzy kondygnacje i jest zwieńczona barokowym, baniastym, blaszanym hełmem o kształcie odwróconego kielicha z iglicą, krzyżem i chorągiewką z datą „1782”. Ta sama data znajduje się również na nadprożu drzwi do wieży. Jej całkowita wysokość wynosi około 14 m.
Dwuspadowy dach świątyni jest jednokalenicowy z naczółkiem od strony wschodniej, osiągając wysokość około 9,5 m, a strop belkowy. Więźba dachowa jest oryginalna, krokwiowo-jętkowa, wsparta na stolcach oraz dodatkowych ukośnych podporach. Dach nawy pokryty jest dachówką karpiówką ułożoną w "koronkę", natomiast hełm wieży i obdaszki są pokryte łupkiem.
Architektura kościoła jest charakterystyczna dla ryglowych budowli sakralnych wznoszonych na Pomorzu Zachodnim w XVII i XVIII wieku, łącząc elementy barokowe z neogotyckimi.

## Historia
Budowa kościoła zakończyła się prawdopodobnie w roku 1782, co potwierdzają daty umieszczone na chorągiewce dachowej oraz nadprożu drzwi wieży. Fundatorem świątyni było miasto Goleniów, a pierwotnie, aż do zakończenia II wojny światowej, należała ona do ewangelickiej parafii w Żółwiej Błoci. Na przełomie XIX i XX wieku przeprowadzono remont, w ramach którego wstawiono ostrołukowe okna i ufundowano nowe wyposażenie, w tym ołtarz, ambonę oraz część ławek. W czasach powojennych kościół jako świątynia rzymskokatolicka pod wezwaniem Świętej Trójcy poświęcony został 8 grudnia 1947 roku przez ks. Józefa Wojnara SChr i włączony wówczas do parafii św. Katarzyny w Goleniowie, a od 1985 roku do parafii Krępsko (po jej erygowaniu 6 stycznia 1985 roku). W latach 1960-1970 mieszkańcy wsi Miękowo, Białuń i Gniazdowo przeprowadzili prace remontowe, które obejmowały wymianę dachówki oraz naprawę ścian i podmurówki. W latach 80. XX wieku oraz po 2000 roku przeprowadzono prace remontowe, które obejmowały naprawę konstrukcji ryglowej ścian, wzmocnienie fundamentów oraz wymianę pokrycia dachowego. W latach 2004-2007 kościół przeszedł gruntowną renowację. W trakcie prac wymieniono część więźby dachowej, belki konstrukcji ryglowej na poziomie fundamentów, a także pokrycie dachowe na dachówkę karpiówkę oraz płytki grafitowe na hełmie dzwonnicy. Dzwonnica, która była przechylona w stronę drogi krajowej nr 3, została wyprostowana i zakotwiczona do nawy. Wymieniono również drzwi wejściowe do kościoła i dzwonnicy, utwardzono teren przed kościołem i ścieżki przy kościele granitową kostką oraz podświetlono budynek z czterech stron.
Wewnątrz świątyni wymieniono instalację elektryczną i część tynków. W prezbiterium podniesiono posadzkę, odrestaurowano zabytkową ambonę, ołtarz i tabernakulum. Zakupiono obraz Trójcy Świętej i Krzyż ozdobiony symbolami ewangelistów, który stał się centralnym elementem ołtarza. Nabyto również 14 stacji Drogi Krzyżowej, wykonanych jako płaskorzeźby w drewnie lipowym. W 2007 roku przy kościele postawiono nowy dębowy krzyż, a w 2010 roku zakupiono konfesjonał. Prace konserwatorskie wnętrza kościoła były nadzorowane przez ks. mgra Marka Cześnina, diecezjalnego konserwatora zabytków.
26 maja 2018 roku miała miejsce konsekracja kościoła związana z jego generalnym remontem oraz wpisała się w obchody 750-lecia wsi. Konsekrację świątyni którą przeprowadził abp Andrzej Dzięga. W uroczystości, poza parafianami, uczestniczyli kapłani, m.in. ks. prof. Stefan Koperek, ks. prof. Jan Zimny, ks. kan. Janusz Skałecki, ks. kan. Wacław Nowak oraz wiceburmistrzowie goleniowa Tomasz Banach i Henryk Zajko. Gospodarzem był ks. dr Mariusz Cywka, proboszcz parafii Matki Bożej Królowej Polski w Krępsku, a wydarzenie uświetniła schola z katedry w Szczecinie.